# District de Nizamabad
Le district de Nizamabad est un district de l'état du Télangana, en Inde.

## Géographie
Au recensement de 2011, sa population compte 311 152 habitants.
Son chef-lieu est la ville de Nizamabad. 